# Красное (Тарутинский район)
Красное (укр. Красне) — село, относится к Тарутинскому району Одесской области Украины.
Население по данным 2025 года составляет 1308 человек. Почтовый индекс — 68552. Телефонный код — 4847.

## Местный совет
68522, Одесская обл., Тарутинский р-н, с. Красное, ул. Тарутинская, 7